# Liste der Baudenkmale in Handorf
In der Liste der Baudenkmale in Handorf sind die Baudenkmale der niedersächsischen Gemeinde Handorf und ihrer Ortsteile aufgelistet. Die Quelle der  Baudenkmale und der Beschreibung ist der Denkmalatlas Niedersachsen.  Der Stand der Liste ist der 29. Januar 2023.

## Allgemein
In den Spalten befinden sich folgende Informationen:
- Lage: die Adresse des Baudenkmales und die geographischen Koordinaten. Kartenansicht, um Koordinaten zu setzen. In der Kartenansicht sind Baudenkmale ohne Koordinaten mit einem roten Marker dargestellt und können in der Karte gesetzt werden. Baudenkmale ohne Bild sind mit einem blauen Marker gekennzeichnet, Baudenkmale mit Bild mit einem grünen Marker.
- Bezeichnung: Bezeichnung des Baudenkmales
- Beschreibung: die Beschreibung des Baudenkmales. Unter § 3 Abs. 2 NDSchG werden Einzeldenkmale und unter § 3 Abs. 3 NDSchG Gruppen baulicher Anlagen und deren Bestandteile ausgewiesen.
- ID: die Objekt-ID des Baudenkmales
- Bild: ein Bild des Baudenkmales, ggf. zusätzlich mit einem Link zu weiteren Fotos des Baudenkmals im Medienarchiv Wikimedia Commons. Wenn man auf das Kamerasymbol klickt, können Fotos zu Baudenkmalen aus dieser Liste hochgeladen werden:

## Handorf

### Gruppe Hauptstraße 7/9
Die Gruppe hat die ID 34326514. Hofanlage bestehend aus Wohn-/ Wirtschaftsgebäude, Scheune und Stall. Das Wohn-/Wirtschaftsgebäude von 1764 steht traufständig dicht an der Straße. An östlicher Grenze Schweinestall und Scheune.

| Lage                                       | Bezeichnung                  | Beschreibung | ID       | Bild           |
| ------------------------------------------ | ---------------------------- | --- | -------- | -------------- |
| Hauptstraße 7 53° 20′ 48″ N, 10° 20′ 36″ O | Wohn- und Wirtschaftsgebäude | Fachwerkbau in Zweiständerbauweise mit Backsteinausfachung unter Halbwalmdach in Reetdeckung. Fuß- und Kopfbänder sowie Streben. Bauinschrift über dem Dielentor. Errichtet 1764. Wohngiebel um 1910 in Backstein ersetzt. Spruch im Giebel: IN GOTTES NAHM HAB ICH DEN HAUSBAU ANGEFANGEN•MIT GOTT SETZ ICH IHN FORT•ZU GOTT STEHT DEIN VERLANGEN•MIT GOTT VOLLEND ICH IHN•ICH ARMES SÜNDEN KIND•MIT GOTT IS ES BEWAHRT•VOR WASSER FEUER WIND | 28828578 | Weitere Bilder |
| Hauptstraße 7 53° 20′ 48″ N, 10° 20′ 37″ O | Scheune                      | Fachwerkbau mit Backsteinausfachung unter Halbwalmdach in Reetdeckung. Ausmittige Längsdurchfahrt. Errichtet 1843. | 28828559 | Weitere Bilder |
| Hauptstraße 9 53° 20′ 49″ N, 10° 20′ 37″ O | Stall                        | Langgestreckter Backsteinbau unter Satteldach in Ziegeldeckung. Errichtet gegen 1900. | 28828540 | Weitere Bilder |

### Einzelbaudenkmale
| Lage                                         | Bezeichnung                  | Beschreibung | ID       | Bild           |
| -------------------------------------------- | ---------------------------- | --- | -------- | -------------- |
| Bäckerstraße 9 53° 20′ 50″ N, 10° 20′ 45″ O  | Scheune                      | | 28828597 | Weitere Bilder |
| Dunkle Straße 2 53° 20′ 47″ N, 10° 20′ 41″ O | Wohn- und Wirtschaftsgebäude | Fachwerkbau in Zweiständerbauweise mit Backsteinausfachung unter Halbwalmdach in Reetdeckung. Errichtet gegen 1850. Gefüge an Nordtraufe des Wohnteils in Backstein ersetzt. | 28828857 | Weitere Bilder |
| Hauptstraße 32 53° 20′ 41″ N, 10° 20′ 40″ O  | Kirche                       | Baujahr: 1852–54 Die evangelische Kirche St. Marien, ehem. St. Peter und Paul ist ein neugotischer Backsteinbau. Die Pläne stammen von dem Architekten Wagner aus Lüneburg. Es ist ein Saalbau mit einem polygonalen Ostschluss. Die Ausstattung ist schlicht, die Decke ist flach und aus Holz. Drei Figuren tragen die Bronzetaufe. Laut Inschrift stammt diese aus dem Jahr 1440 von Laurens Apengheter (Grove). Die Mondsichelmadonna stammt aus der zweiten Hälfte des 15. Jh. | 28828767 | Weitere Bilder |
| Hauptstraße 53° 20′ 41″ N, 10° 20′ 41″ O     | Turm                         | Baujahr: wahrscheinlich 17. Jh. Östlich der Kirche steht der ehemalige Glockenturm. Es ist ein frei stehender Turm aus Holz auf quadratischem Grundriss, bedeckt mit einem Pyramidendach. | 28828786 | Weitere Bilder |
| Hauptstraße 53° 20′ 34″ N, 10° 20′ 46″ O     | Kriegerdenkmal               | | 28828750 | Weitere Bilder |
| Hauptstraße 14 53° 20′ 51″ N, 10° 20′ 34″ O  | Scheune                      | Eingeschossiger Fachwerkbau mit Backsteinausfachung bzw. Senkrechtverbretterung unter Walmdach in Reetdeckung. Leicht ausmittige Längsdurchfahrt. Errichtet wohl im 18. Jahrhundert. - An der Westseite um ein Fach verbreitert unter weit abgeschleppten Dach. An der Südseite kleiner Vorbau. | 28828673 | Weitere Bilder |
| Hauptstraße 57 53° 20′ 19″ N, 10° 20′ 53″ O  | Mühle                        | Baujahr: 1868/69 Von Müller und Mühlenbauer Jürgen Meyer erbauter Galerieholländer mit zweigeschossigem Ziegelunterbau. Der achteckige Mühlenrumpf ist mit Reet eingedeckt. Die Windmühle ist Teil der Niedersächsischen Mühlenstraße. - 1907 baute Georg Meyer einen Sauggasmotor ein. - 1921 wurde die Mühle durch Wilhelm Meyer vollständig erneuert. Die technische Einrichtung wurde mit einem Walzenstuhl, einem Schrot- und einem Mahlgang ausgestattet. - In den 1960er Jahren legte Gerhard Meyer den Betrieb still und verkaufte die Mühle. - 1983 erwarb Prof. Dr. Volker Schütz nach mehreren Besitzerwechseln die Mühle und baute sie zu einer Wohnmühle um. - 1998 brachen bei den Frühjahresstürmen die 1989 erneuerten Holzflügel durch Fäulnis teilweise ab und wurden im Jahr 2000 durch Stahlruten ersetzt. | 28828838 | Weitere Bilder |
| Hauptstraße 78 53° 20′ 13″ N, 10° 20′ 48″ O  | Wohnhaus                     | Traufständiger, zweigeschossiger, fünfachsiger Wohnbau auf niedrigen Sockel unter Satteldach in Pfannendeckung. EG in Backsteinen (ehemals graue Backsteine sichtbar, heute verputzt), OG in Schmuckfachwerk. Auf Straßenseite mittiges Zwerchhaus. Dach weit vorkragend mit Freigespärre. Errichtet gegen 1910. | 28828635 | Weitere Bilder |
| Lüneburger Weg 9 53° 20′ 20″ N, 10° 21′ 1″ O | Kapelle                      | Gerichteter Zentralbau über quadratischem Grundriss aus großformatigen Backsteinen mit Eingangsvorbauten im Westen, Norden und Süden sowie eingeschnürten 5/8-Chorschluss im Osten unter Dächern in roter Hohlpfannendeckung. Haupteingang im Westen durch Vordach, Archivoltenportal und Kruzifix betont. Kleine Spitzbogenfenster, im Chor Rundfenster. Im Inneren durch Abschrägung der Ecken ein von einem Rippengewölbe überspannter achtseitiger Raum und Chor. Errichtete 1905 durch Wilhelm Matthies, Bardowick. – Im Westen durch Versetzen des Haupteinganges nachträglich verlängert. | 28828805 | Weitere Bilder |
| Marschwegel 7 53° 20′ 40″ N, 10° 20′ 38″ O   | Wohnhaus                     | Eingeschossiger Fachwerkbau in Zweiständerbauweise mit Backsteinausfachung unter Walm- und Halbwalmdach in Reetdeckung. Abwalmung auf profilierten Knaggen vorkragend. Segenssprüche über den Torstürzen und Bauinschrift am Wirtschaftsgiebel. Errichtet 1639(i).1973 zum Kindergarten umgebaut. Ehemaliges Pfarrwitwenhaus | 28828731 | Weitere Bilder |

## Ehemalige Baudenkmale

### Gruppe Hofanlage Bäckerstraße 10
| Lage                                         | Bezeichnung                  | Beschreibung | ID | Bild           |
| -------------------------------------------- | ---------------------------- | --- | -- | -------------- |
| Bäckerstraße 10 53° 20′ 46″ N, 10° 20′ 45″ O | Wohn- und Wirtschaftsgebäude | Baujahr: 1820 Spruch im Giebel: GOTT SEGNE DIESES HAUS UND DIE DORINNEN WOHNEN•ER WOLLE MÜHUNG FLEIS DURCH GLÜCK UND SEGEN LOHNEN GOTT SCÜTZE DIESES HAUS•FÜR NOTH•FÜR WASSER WIND UND BRANDT•UND WACHGE ÜEBER ALL MIT SEINER ALMACHGS HAND•HIR UND IM GANSE LAND |    | Weitere Bilder |
| Bäckerstraße 10 53° 20′ 46″ N, 10° 20′ 44″ O | Erdkeller                    | |    | Weitere Bilder |

### Einzelbaudenkmale
| Lage                                        | Bezeichnung | Beschreibung | ID | Bild           |
| ------------------------------------------- | ----------- | --- | -- | -------------- |
| Clues 1 53° 20′ 9″ N, 10° 20′ 17″ O         | Scheune     | Baujahr: 1798 abgebrochen |    |                |
| Hauptstraße 3 53° 20′ 53″ N, 10° 20′ 35″ O  | Scheune     | Nach Auskunft des Niedersächsischen Landesamtes für Denkmalpflege wurde die Scheune transloziert und durch eine neue Garage ersetzt. Damit ist die Denkmaleigenschaft erloschen.        |    |                |
| Hauptstraße 34 53° 20′ 39″ N, 10° 20′ 41″ O | Hallenhaus  | Baujahr: 1821 Spruch im Giebel: GOTT•MIT•SEINEN•REICHEN•SEGEN•KEIN•KOMMER•MÜSSE•DISES•HAUS•NOCH•DESSEN•SCHWEL•BEREGEN• NUR•ERNT•MAN•HIR•DEN•SEGEN•EIN•DEN•GOTT•DAS•FELDT•LEST•AN•GEDEIN |    | Weitere Bilder |